# Wolé Parks
Wolé Parks (* 27. Juli 1982 in New York City) ist ein US-amerikanischer Schauspieler.

## Leben
Wolé Parks besuchte die New York-Universität und machte Abschlüsse in Mathematik und den bildenden Künsten. Sein größter bisheriger Erfolg war in der Serie Jung und Leidenschaftlich – Wie das Leben so spielt (As the World Turns) als Dallas Griffin. 2013 war er in mehreren Folgen der Serie Devious Maids – Schmutzige Geheimnisse zu sehen. Von 2016 bis 2017 war er als Arcadius in der letzten Staffel von Vampire Diaries zu sehen.

## Filmografie (Auswahl)
- 2007–2008: Jung und Leidenschaftlich – Wie das Leben so spielt (As the World Turns, Fernsehserie, 36 Folgen)
- 2007, 2009: Law & Order (Fernsehserie, 2 Folgen)
- 2009: Taking Chance
- 2012: Premium Rush
- 2013: Navy CIS (NCIS, Fernsehserie, Folge 11x03)
- 2013: Devious Maids – Schmutzige Geheimnisse (Devious Maids, Fernsehserie, 13 Folgen)
- 2015: Ray Donovan (Fernsehserie, Folge 3x02)
- 2015: Royal Pains (Fernsehserie, 4 Folgen)
- 2015: Man Down
- 2016–2017: Vampire Diaries (The Vampire Diaries, Fernsehserie, 8 Folgen)
- 2019: Yellowstone (Fernsehserie, 6 Folgen)
- 2020: Law & Order: Special Victims Unit (Fernsehserie, Folge 21x11)
- 2021–2024: Superman & Lois (Fernsehserie, 46 Folgen)
- 2024: The Lincoln Lawyer (Fernsehserie, 7 Folgen)